# Radio covalente

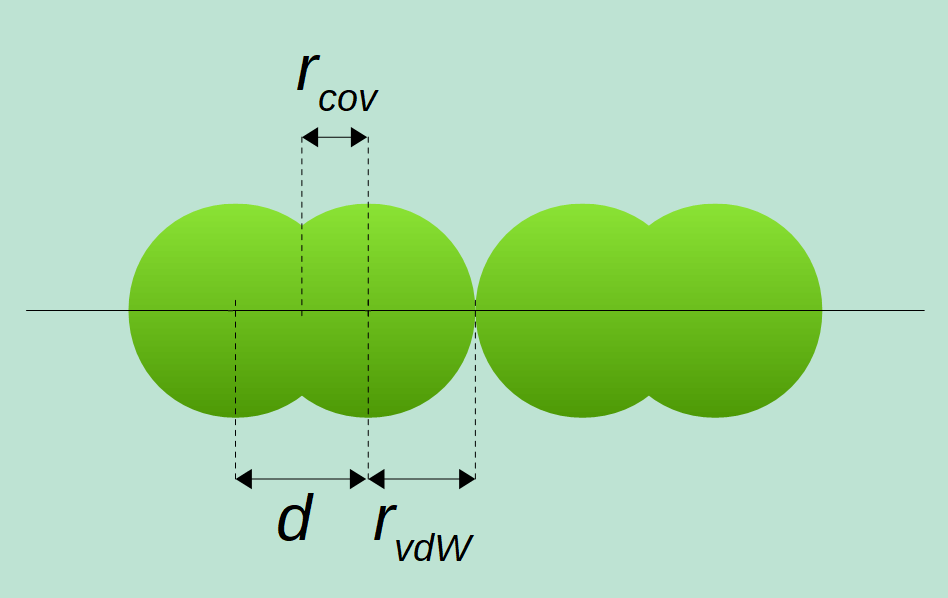
Definición gráfica de la longitud de enlace d, el radio covalente r_{cov} y el radio de van der Waals r_{vdW}.

En química, se denomina radio covalente a la mitad de la distancia entre dos átomos iguales que forman un enlace covalente. Normalmente se expresa en picómetros (pm) o ángstroms (Å), donde 1 Å = 100 pm
La suma de dos radios covalentes debería ser la longitud del enlace covalente entre los dos átomos. Sin embargo, esta relación no se cumple de forma exacta ya que el tamaño de un átomo no es constante. Este depende del entorno químico donde se encuentre. Generalmente la longitud del enlace covalente tiende a ser menor que lo que la suma de radios covalentes. En consecuencia, los valores tabulados de radios covalentes que se encuentran en la bibliografía son valores idealizados o promediados.
Las longitudes de enlace R(AB) se miden mediante difracción de rayos X (más raramente, difracción de neutrones en cristales moleculares). La espectroscopia rotacional también puede proporcionar valores extremadamente precisos de las longitudes de los enlaces. Para los enlaces homonucleares A-A, Linus Pauling consideró que el radio covalente era la mitad de la longitud del enlace simple en el elemento, p.ej.  R(H–H, in H2) = 74.14 pm por lo que rcov(H) = 37.07 pm: en la práctica, es habitual obtener un valor medio a partir de una variedad de compuestos covalentes, aunque la diferencia suele ser pequeña. R.T. Sanderson, de la Universidad estatal de Arizona, ha publicado un conjunto reciente de radios covalentes no polares para los elementos del grupo principal, pero la disponibilidad de grandes colecciones de longitudes de enlaces, que son más transferibles, de la base de datos cristalográfica de Cambridge (Cambridge Structural Database) ha hecho a los radios covalentes obsoletos en muchas situaciones.

## Tabla de radios covalentes
Estos son los radios de los enlaces covalentes y son la mitad de los radios atómicos covalentes calculados de una forma auto-consistente. La suma de los dos radios nos da la longitud de enlace, R (AB) = r (A) + r (B).　Lo mismo, de una forma auto-consistente se utiliza para ajustar los radios covalentes tetraédricos.

| Z   | Símbolo        | r (Å)    | r1(Å) | r2(Å) | r3(Å) |
| --- | -------------- | -------- | ----- | ----- | ----- |
| 1   | H              | 0.31(5)  | 0.32  |       |       |
| 2   | He             | 0.28     | 0.46  |       |       |
| 3   | Li             | 1.34(7)  | 1.33  | 1.24  |       |
| 4   | Be             | 0.96(3)  | 1.02  | 0.90  | 0.85  |
| 5   | B              | 0.84(3)  | 0.85  | 0.78  | 0.73  |
| 6   | C (sp3)        | 0.6(1)   | 0.75  |       |       |
|     | C (sp2)        | 0.73(2)  |       | 0.67  |       |
|     | C (sp)         | 0.69(1)  |       |       | 0.60  |
| 7   | N              | 0.71(1)  | 0.71  | 0.60  | 0.54  |
| 8   | O              | 0.66(2)  | 0.63  | 0.57  | 0.53  |
| 9   | F              | 0.57(3)  | 0.64  | 0.59  | 0.53  |
| 10  | Ne             | 0.58     | 0.67  | 0.96  |       |
| 11  | Na             | 1.66(9)  | 1.55  | 1.60  |       |
| 12  | Mg             | 1.41(7)  | 1.39  | 1.32  | 1.27  |
| 13  | Al             | 1.21(4)  | 1.26  | 1.13  | 1.11  |
| 14  | Si             | 1.11(2)  | 1.16  | 1.07  | 1.02  |
| 15  | P              | 1.07(3)  | 1.11  | 1.02  | 0.94  |
| 16  | S              | 1.05(3)  | 1.03  | 0.94  | 0.95  |
| 17  | Cl             | 1.02(4)  | 0.99  | 0.95  | 0.93  |
| 18  | Ar             | 1.06(10) | 0.96  | 1.07  | 0.96  |
| 19  | K              | 2.03(12) | 1.96  | 1.93  |       |
| 20  | Ca             | 1.76(10) | 1.71  | 1.47  | 1.33  |
| 21  | Sc             | 1.70(7)  | 1.48  | 1.16  | 1.14  |
| 22  | Ti             | 1.60(8)  | 1.36  | 1.17  | 1.08  |
| 23  | V              | 1.53(8)  | 1.34  | 1.12  | 1.06  |
| 24  | Cr             | 1.39(5)  | 1.22  | 1.11  | 1.03  |
| 25  | Mn (low spin)  | 1.39(5)  |       |       |       |
|     | Mn (high spin) | 1.61(8)  |       |       |       |
|     | Mn             |          | 1.19  | 1.05  | 1.03  |
| 26  | Fe (low spin)  | 1.32(3)  |       |       |       |
|     | Fe (high spin) | 1.52(6)  |       |       |       |
|     | Fe             |          | 1.16  | 1.09  | 1.02  |
| 27  | Co (low spin)  | 1.26(3)  |       |       |       |
|     | Co (high spin) | 1.50(7)  |       |       |       |
|     | Co             |          | 1.11  | 1.03  | 0.96  |
| 28  | Ni             | 1.24(4)  | 1.10  | 1.01  | 1.01  |
| 29  | Cu             | 1.32(4)  | 1.12  | 1.15  | 1.20  |
| 30  | Zn             | 1.22(4)  | 1.18  | 1.20  |       |
| 31  | Ga             | 1.22(3)  | 1.24  | 1.17  | 1.21  |
| 32  | Ge             | 1.20(4)  | 1.21  | 1.11  | 1.14  |
| 33  | As             | 1.19(4)  | 1.21  | 1.14  | 1.06  |
| 34  | Se             | 1.20(4)  | 1.16  | 1.07  | 1.07  |
| 35  | Br             | 1.20(3)  | 1.14  | 1.09  | 1.10  |
| 36  | Kr             | 1.16(4)  | 1.17  | 1.21  | 1.08  |
| 37  | Rb             | 2.20(9)  | 2.1   | 2.02  |       |
| 38  | Sr             | 1.95(10) | 1.85  | 1.57  | 1.39  |
| 39  | Y              | 1.90(7)  | 1.63  | 1.3   | 1.24  |
| 40  | Zr             | 1.75(7)  | 1.54  | 1.27  | 1.21  |
| 41  | Nb             | 1.64(6)  | 1.47  | 1.25  | 1.16  |
| 42  | Mo             | 1.54(5)  | 1.38  | 1.21  | 1.13  |
| 43  | Tc             | 1.47(7)  | 1.28  | 1.2   | 1.1   |
| 44  | Ru             | 1.46(7)  | 1.25  | 1.14  | 1.03  |
| 45  | Rh             | 1.42(7)  | 1.25  | 1.1   | 1.06  |
| 46  | Pd             | 1.39(6)  | 1.2   | 1.17  | 1.12  |
| 47  | Ag             | 1.45(5)  | 1.28  | 1.39  | 1.37  |
| 48  | Cd             | 1.44(9)  | 1.36  | 1.44  |       |
| 49  | In             | 1.42(5)  | 1.42  | 1.36  | 1.46  |
| 50  | Sn             | 1.39(4)  | 1.4   | 1.3   | 1.32  |
| 51  | Sb             | 1.39(5)  | 1.4   | 1.33  | 1.27  |
| 52  | Te             | 1.38(4)  | 1.36  | 1.28  | 1.21  |
| 53  | I              | 1.39(3)  | 1.33  | 1.29  | 1.25  |
| 54  | Xe             | 1.40(9)  | 1.31  | 1.35  | 1.22  |
| 55  | Cs             | 2.44(11) | 2.32  | 2.09  |       |
| 56  | Ba             | 2.15(11) | 1.96  | 1.61  | 1.49  |
| 57  | La             | 2.07(8)  | 1.8   | 1.39  | 1.39  |
| 58  | Ce             | 2.04(9)  | 1.63  | 1.37  | 1.31  |
| 59  | Pr             | 2.03(7)  | 1.76  | 1.38  | 1.28  |
| 60  | Nd             | 2.01(6)  | 1.74  | 1.37  |       |
| 61  | Pm             | 1.99     | 1.73  | 1.35  |       |
| 62  | Sm             | 1.98(8)  | 1.72  | 1.34  |       |
| 63  | Eu             | 1.98(6)  | 1.68  | 1.34  |       |
| 64  | Gd             | 1.96(6)  | 1.69  | 1.35  | 1.32  |
| 65  | Tb             | 1.94(5)  | 1.68  | 1.35  |       |
| 66  | Dy             | 1.92(7)  | 1.67  | 1.33  |       |
| 67  | Ho             | 1.92(7)  | 1.66  | 1.33  |       |
| 68  | Er             | 1.89(6)  | 1.65  | 1.33  |       |
| 69  | Tm             | 1.90(10) | 1.64  | 1.31  |       |
| 70  | Yb             | 1.87(8)  | 1.7   | 1.29  |       |
| 71  | Lu             | 1.87(8)  | 1.62  | 1.31  | 1.31  |
| 72  | Hf             | 1.75(10) | 1.52  | 1.28  | 1.22  |
| 73  | Ta             | 1.70(8)  | 1.46  | 1.26  | 1.19  |
| 74  | W              | 1.62(7)  | 1.37  | 1.2   | 1.15  |
| 75  | Re             | 1.51(7)  | 1.31  | 1.19  | 1.1   |
| 76  | Os             | 1.44(4)  | 1.29  | 1.16  | 1.09  |
| 77  | Ir             | 1.41(6)  | 1.22  | 1.15  | 1.07  |
| 78  | Pt             | 1.36(5)  | 1.23  | 1.12  | 1.1   |
| 79  | Au             | 1.36(6)  | 1.24  | 1.21  | 1.23  |
| 80  | Hg             | 1.32(5)  | 1.33  | 1.42  |       |
| 81  | Tl             | 1.45(7)  | 1.44  | 1.42  | 1.5   |
| 82  | Pb             | 1.46(5)  | 1.44  | 1.35  | 1.37  |
| 83  | Bi             | 1.48(4)  | 1.51  | 1.41  | 1.35  |
| 84  | Po             | 1.40(4)  | 1.45  | 1.35  | 1.29  |
| 85  | At             | 1.50     | 1.47  | 1.38  | 1.38  |
| 86  | Rn             | 1.50     | 1.42  | 1.45  | 1.33  |
| 87  | Fr             | 2.60     | 2.23  | 2.18  |       |
| 88  | Ra             | 2.21(2)  | 2.01  | 1.73  | 1.59  |
| 89  | Ac             | 2.15     | 1.86  | 1.53  | 1.4   |
| 90  | Th             | 2.06(6)  | 1.75  | 1.43  | 1.36  |
| 91  | Pa             | 2.00     | 1.69  | 1.38  | 1.29  |
| 92  | U              | 1.96(7)  | 1.7   | 1.34  | 1.18  |
| 93  | Np             | 1.90(1)  | 1.71  | 1.36  | 1.16  |
| 94  | Pu             | 1.87(1)  | 1.72  | 1.35  |       |
| 95  | Am             | 1.80(6)  | 1.66  | 1.35  |       |
| 96  | Cm             | 1.69(3)  | 1.66  | 1.36  |       |
| 97  | Bk             |          | 1.66  | 1.39  |       |
| 98  | Cf             |          | 1.68  | 1.4   |       |
| 99  | Es             |          | 1.65  | 1.4   |       |
| 100 | Fm             |          | 1.67  |       |       |
| 101 | Md             |          | 1.73  | 1.39  |       |
| 102 | No             |          | 1.76  | 1.59  |       |
| 103 | Lr             |          | 1.61  | 1.41  |       |
| 104 | Rf             |          | 1.57  | 1.4   | 1.31  |
| 105 | Db             |          | 1.49  | 1.36  | 1.26  |
| 106 | Sg             |          | 1.43  | 1.28  | 1.21  |
| 107 | Bh             |          | 1.41  | 1.28  | 1.19  |
| 108 | Hs             |          | 1.34  | 1.25  | 1.18  |
| 109 | Mt             |          | 1.29  | 1.25  | 1.13  |
| 110 | Ds             |          | 1.28  | 1.16  | 1.12  |
| 111 | Rg             |          | 1.21  | 1.16  | 1.18  |
| 112 | Cn             |          | 1.22  | 1.37  | 1.3   |
| 113 | Nh             |          | 1.36  |       |       |
| 114 | Fl             |          | 1.43  |       |       |
| 115 | Mc             |          | 1.62  |       |       |
| 116 | Lv             |          | 1.75  |       |       |
| 117 | Ts             |          | 1.65  |       |       |
| 118 | Og             |          | 1.57  |       |       |

## Variación en la tabla periódica
El radio covalente es una propiedad periódica, esto es, varía regularmente dentro de la tabla periódica. Dentro de un período de la tabla periódica el radio covalente disminuye lentamente a medida que se avanza de izquierda a derecha. Así, los radios covalentes más altos los encontramos en el grupo 1 de los alcalinos y los radios covalentes menores en el grupo 17 de los halógenos o en el 18 de los gases nobles. Por ejemplo, los radios covalente máximo del 3er período es el del sodio (186 pm) y el menor, el del cloro (99 pm). Dentro de un mismo grupo el radio covalente va aumentando al descender dentro de una columna. Es el caso de los halógenos, grupo 17, donde el radio covalente del flúor es el menor (64 pm), y el del yodo el mayor (133 pm). El elemento que tiene el radio covalente más pequeño es el helio (37 pm), situado en la parte superior derecha de la mesa periódica. Mientras que el que le tiene mayor es el francio (242 pm), situado en la parte inferior derecha de la tabla periódica.
Al avanzar de izquierda a derecha dentro de un período se conserva {\displaystyle n} y aumenta {\displaystyle Z^{*}} porque hay más protones en el núcleo y los electrones se sitúan al mismo nivel energético y no reducen la atracción del núcleo sobre el último electrón. Debe observarse que al haberse completado de llenar los orbitales de, en el grupo 12 o antes, los siguientes elementos tienen el radio covalente mayor que el elemento precedente, en contra de la tendencia general. Esto se debe a que se empiezan a llenar los orbitales p de un nivel superior a los d, más alejados del núcleo atómico. Por ejemplo, los radios covalentes del mercurio y del talio son 132 pm y 145 pm, respectivamente. También destaca la poca variación de los radios covalentes de los lantanoides, debido a que se llenan orbitales muy internos, los 4f. En catorce elementos disminuye de 207 pm por el lantano a 187 pm por el lutecio. Sin embargo, se produce una contracción, dicha contracción lantanoide, que afecta a los elementos del grupo 4, que tienen radios covalentes inferiores a los que se espera encontrar comparando con la tendencia dentro de otros grupos.
En un grupo, al bajar aumenta {\displaystyle n}, que es el factor determinar, puesto que {\displaystyle Z^{*}} varía poco. La excepción es el hafnio que tiene un radio covalente igual al circonio, 175 pm, situado justo encima debido a la contracción de los lantanoides.

Tabla periódica con la representación de los radios covalentes de todos los elementos suficientemente estables, donde se observan claramente las tendencias dentro de los grupos y períodos.

Los radios covalentes son menores que los radios de van der Waals para un mismo elemento químico. Por ejemplo la distancia entre los dos átomos de yodo en una molécula de diiodo {\displaystyle {\ce {I2}}} es de 266 pm (radio covalente del yodo {\displaystyle r_{I}} = 266/2 = 133 pm). Por el contrario, el radio de van der Waals del yodo es de 195–212 pm, mucho más elevado. Esto se debe a que las nubes electrónicas de los átomos de yodo se superponen para formar el enlace covalente {\displaystyle {\ce {I-I}}}, y los núcleos se aproximan más.
La determinación de las distancias de enlace a las moléculas en estado gaseoso se realiza mediante medidas de espectroscopia infrarroja o de microondas, o más directamente por difracción de electrones. En los sólidos la técnica empleada es la difracción de rayos X.

## Radio covalente del flúor

Modelo de bolas de la molécula de difluor,.

El radio covalente del flúor es de unos 60 pm, pero dado que el flúor es un átomo relativamente pequeño con una gran electronegatividad ({\displaystyle \chi _{F}} = 4), es difícil determinar con precisión su radio covalente. El enlace {\displaystyle F-F} en la molécula {\displaystyle F_{2}} es anormalmente débil, lo que hace que la longitud del enlace sea anormalmente larga. Además, casi todos los enlaces con el flúor a moléculas {\displaystyle X-F} son muy polares debido a su gran electronegatividad, por lo que el uso de un radio covalente para predecir la longitud de este enlace es inadecuado. Por tanto, las longitudes de enlace calculadas a partir de estos radios son casi siempre mayores que sus valores experimentales. En consecuencia, la longitud de enlaces con el flúor está influenciada por su radio iónico, el tamaño de los iones en un cristal iónico, que es de unos 133 pm para los aniones {\displaystyle F^{-}}. El radio iónico del fluoruro es mucho mayor que su radio covalente. Cuando un átomo de flúor se convierte en un anión fluoruro gana un electrón, pero tiene el mismo número de protones, lo que significa que la atracción de los protones a los electrones es más débil, creando un radio mayor.